# Exaptación arquitectónica
La exaptación arquitectónica es un concepto en arquitectura y diseño urbano que implica la reutilización de edificios, estructuras o elementos arquitectónicos para nuevos usos que difieren significativamente de su propósito original. Esta práctica va más allá de la mera adaptación, ya que implica un proceso transformador en el que las funciones originales son reemplazadas o reemplazadas por otras completamente nuevas. Es un concepto que abarca la flexibilidad, la creatividad y la innovación en el uso de espacios y estructuras arquitectónicas.
El término "exaptación", acuñado originalmente por los paleontólogos Stephen J. Gould y Elisabeth Vrba, es utilizado en el campo de la biología evolutiva. Describe cómo ciertos elementos que han evolucionado para una función específica, pueden reutilizarse o adoptarse para una función totalmente distinta. En términos arquitectónicos, esto se puede ver cuando los edificios o parte de ellos, diseñados para un propósito en específico, son utilizados en servicio de una función completamente diferente. Este fenómeno se manifiesta a través de dos mecanismos principales: cambio funcional y cooptación funcional (denominada exaptación por Telmo Pievani).
La exaptación arquitectónica es un concepto interdisciplinario que vincula la arquitectura y la arqueología. La exaptación arquitectónica hace un desafío las visiones tradicionales de diseño en arquitectura que enfatizan un enfoque determinista donde la forma sigue estrictamente a la función. Este concepto, más bien, exalta la adaptabilidad y el potencial de innovación de las estructuras existentes.  Este concepto es sumamente relevante en las discusiones contemporáneas sobre sustentabilidad, ya que promueve la reutilización de elementos existentes, invitando a una reutilización más creativa de los recursos arquitectónicos existentes.
Hay distintos ejemplos de exaptación arquitectónica que pueden variar desde la conversión de edificios industriales en espacios culturales o residenciales, hasta la reutilización ingeniosa de elementos arquitectónicos de tipo menos dentro de una misma edificación más grande. Como ejemplos más conocidos se pueden señalar el museo Tate Modern de Londres, que pasó de ser una central eléctrica a una galería de arte moderno, el parque elevado de la High Line en la Ciudad de Nueva York, un ferrocarril elevado convertido en un parque urbano, el Ponte Vecchio de Florencia, la Plaza de Toros de las Arenas de Barcelona y las apropiaciones temporarias de espacios públicos ejemplifican esta adaptabilidad.
La exaptación arquitectónica no se trata solo de transformación física; también abarca un cambio en el discurso filosófico de cómo percibimos el entorno construido. Aboga por un enfoque de diseño más fluido e imaginativo, donde el potencial de un edificio o espacio no se limite a su función original. Este concepto llama a arquitectos, urbanistas y diseñadores a pensar más allá de los límites convencionales y explorar el potencial multifacético del entorno construido.